# Alphonse Van Beurden Jr.
Alphonse Van Beurden Jr.  of  Alfons Van Beurden Jr. (Antwerpen, 28 september 1878  - aldaar, 2 januari 1961), was een Vlaams kunstschilder, aquarellist, pastellist en beeldhouwer. Hij is bekend voor zijn bloemstillevens, interieurs, havengezichten, landschappen, naaktfiguren, rivierlandschappen, in het bijzonder Scheldezichten en stillevens.

## Biografie
Gerardus Alphonsus Van Beurden was de zoon van Alphonse Van Beurden, de beeldhouwer, en Susanna Delvaen. Hij studeerde aan de Academie voor Schone Kunsten te Antwerpen, waar hij later zou les geven. Zijn broer John ontwierp zijn atelier in de Schupstraat (1904) en zijn woning in de Capiaumontstraat (1911) te Antwerpen. Hij was bevriend met Eugeen Van Mieghem die door geldgebrek vanaf oktober 1904 zijn vrouw Augustine liet poseren als model voor een aantal schilders, onder wie ook Van Beurden.
Net als zijn vader was hij lid van Als ik kan. Hij was gehuwd met Maria Sylvia Kerckx, zijn broer John huwde met zijn schoonzus Joanna Mathilda Kerckx. Het waren de dochters van Jan Baptist Kerckx, een beeldhouwer in Antwerpen. Hij liet de woning in de Capiaumontstraat bouwen voor zijn dochter.
- RKD-Nederlands Instituut voor Kunstgeschiedenis: 79161
- Union List of Artist Names: 500170073
- Virtual International Authority File: 146490359